# Ford Carousel
Le Ford Carousel (également orthographié Carrousel) est un concept car développé par Ford en 1973. Dérivé du Ford Econoline/Club Wagon de troisième génération, le Carousel a exploré un certain nombre de concepts que les monospaces du marché américain des années 1980 ont ensuite mis en production, servant d'alternative aux breaks full-size et aux fourgonnettes pour passagers.
Appelé «fourgonnette pour garage», le Carousel comportait une conception bicorps (par opposition à la configuration monocorps du Volkswagen Transporter) et des sièges sur trois rangées orientés vers l'avant.
Conçu et stylisé par Dick Nesbitt (concepteur de la Ford Mustang II), le prototype Carousel a été construit pour Ford par Carron & Company d'Inkster (Michigan).

## Développement
En 1972, les concepteurs des camions Ford avaient commencé les derniers travaux de conception sur le programme «Nantucket», le nom de code du Ford Econoline/Club Wagon de 1975. Bien que déplacer son moteur de plusieurs pouces vers l'avant augmenterait considérablement l'espace pour les passagers, la hauteur de la carrosserie de la plupart des versions du Club Wagon devait atteindre près de 7 pieds de haut, n'ayant que quelques pouces d'espace libre à travers une ouverture de porte de garage standard; une taille accrue aurait diminué la fonctionnalité en tant que véhicule personnel.
En 1972, Lee Iaccoca dirigeait le studio de design des camions Ford et il voulait créer une «fourgonnette pour garage» dérivée du programme «Nantucket» sous le nom de code «Carousel»,. En plus d'abaisser le toit de la fourgonnette Club Wagon d'environ un pied (à six pieds de haut, plus proche en taille de l'Econoline de première génération), un autre objectif de conception du programme Carousel était de donner au véhicule un style plus «automobile».
Pour sa commercialisation, le «Carousel» était destiné à la commercialisation auprès des acheteurs de breaks et de fourgonnettes de grande taille,; le véhicule de production (le nom de production est inconnu) se serait inséré entre le Ford LTD Country Squire et le Ford Club Wagon en termes de taille et de capacité de chargement.

## Aperçu
Le Ford Carousel avait un châssis dérivé de l'Econoline/Club Wagon de troisième génération (alors en développement) avec une longueur d'empattement de 124 pouces (la longueur de l'empattement pour l'Econoline standard de 1975 à 1987). Le Carousel a été conçu avec sa propre carrosserie, se distinguant par une ligne de toit plus basse. Abaissé à une hauteur d'environ six pieds, le Carousel a été conçu avec une hauteur inférieure à celle du Volkswagen Microbus de 6,4 pieds. Le prototype Carousel a adopté son groupe motopropulseur de l'Econoline et du Country Squire, utilisant un V8 460 et une transmission automatique C6 de Ford à 3 vitesses.
Le prototype Ford Carousel est un véhicule cinq places; une banquette arrière rabattable à plat (pour s'adapter à la hauteur du plancher de la zone de chargement) a été développée pour le véhicule. Dans le cadre de son développement, plusieurs configurations intérieures ont été conçues, dont deux banquettes arrière et des sièges orientés latéralement. Pour davantage attirer les acheteurs de breaks, la ligne de toit du Carousel a été stylisée avec du verre (en ligne avec le Chevrolet Nomad du milieu des années 1950); l'extérieur était équipé d'un revêtement en similibois. Semblable à un break, la porte arrière du Carousel était équipée d'un hayon et d'une lunette arrière escamotable. Dans la lignée du Club Wagon, le Carousel était équipé de «sièges baquets» à l'avant.
En tant que prototype, le Carousel a adopté des composants d'autres véhicules Ford, y compris le tableau de bord de la Thunderbird et des éléments intérieurs (ainsi que les enjoliveurs) de la LTD Brougham,.

## Sort
En 1973, le Carousel est passé d'un prototype en cours d'exécution à un véhicule prêt une approbation de production, pour un lancement potentiel en 1975 ou 1976. Tout en gagnant le soutien d'Henry Ford II, le Carousel a fait face à l'opposition interne d'autres dirigeants de Ford, qui craignaient qu'une conception de véhicule non éprouvée puisse potentiellement menacer les ventes des (très rentables) Ford LTD Country Squire et Mercury Colony Park.
Après la crise énergétique de 1973 et la récession du milieu des années 1970, Ford a été contraint de réduire le développement de nouveaux véhicules. En 1974, Henry Ford II a demandé la fin du programme Carousel, car il ne remplaçait aucune gamme de modèles Ford ou Lincoln-Mercury existante,.

### Épilogue
En 1978, Lee Iacocca a été licencié de Ford; plusieurs mois plus tard, le directeur de la planification des produits, Hal Sperlich, a également quitté l'entreprise. Peu de temps après, les deux cadres ont été embauchés pour des rôles similaires chez la Chrysler Corporation. Cela conduirait au développement des monospaces Chrysler pour l'année modèle 1984. Alors que la construction globale du Plymouth Voyager et du Dodge Caravan de 1984 (basés sur la plate-forme K des berlines compactes de Chrysler) différerait grandement du Ford Carousel, ils suivaient une configuration bicorps similaire, commercialisés en tant que véhicules familiaux avec une empreinte de garage plus petite que les breaks full-size.
Au même moment où Chrysler a commencé la production de monospaces, Ford a revisité l'idée d'une fourgonnette pour garage pour la première fois. En 1984, la société a dévoilé le Ford Aerostar pour la première fois; tout comme le Carousel, c'était le prototype d'un véhicule prévu pour la production. Mi-1985, l'Aerostar a commencé les ventes sous forme de véhicule de production[réf. nécessaire].
Alors que l'économie de carburant avait joué un rôle clé dans la disparition du Carousel, elle deviendrait un facteur majeur derrière la conception de l'Aerostar. Au lieu d'une plate-forme de fourgonnette full-size, l'Aerostar partageait de nombreux composants avec le pick-up léger Ford Ranger. Abandonnant la conception bicorps précédente, dans un design similaire au Ford Transit européen, l'Aerostar utilisait une conception monocorps avec le capot et le pare-brise inclinés à un angle similaire. Après l'année modèle 1997, l'Aerostar a été abandonné; Ford l'avait largement remplacé par le Ford Windstar et le Mercury Villager (ce dernier construit en co-entreprise avec Nissan) en 1995. Le Windstar suivrait en grande partie la conception mise en place par Chrysler, en adoptant une traction avant et une construction à carrosserie unitaire basée sur une plate-forme de voiture[réf. nécessaire].